# جاستین بیبر
جاستین دِرو بیبر (انگلیسی: Justin Drew Bieber؛ زادهٔ ۱ مارس ۱۹۹۴) خوانندهٔ کانادایی است. او در سال ۲۰۰۷، با قرار دادن ویدئوهایی از خواندن آهنگ‌های دیگر در یوتیوب، در بین کاربران آن وبگاه محبوب شد و توسط اسکوتر براون شناخته شد، و در سال ۲۰۰۸ با بستن قراردادی با آربی‌ام‌جی رکوردز، به صنعت موسیقی وارد شد. نخستین ئی‌پی بیبر با عنوان دنیای من که در اواخر ۲۰۰۹ منتشر شد، او را به نخستین هنرمندی تبدیل کرد که هفت ترانه از نخستین آلبومش وارد جدول ۱۰۰تای برتر بیلبورد می‌شود.
در سال ۲۰۱۰ اولین آلبوم استودیوییاش به نام دنیای من ۲٫۰ منتشر شد و رتبهٔ ۱ جدول بیلبورد ۲۰۰ را از آن خود کرد و در کشورهای دیگر نیز موفقیت‌های بسیار کسب کرد. تک‌آهنگ «عزیزم» از همین آلبوم توانست در کشورهای مختلف به موفقت‌های چشمگیری برسد و حتی موزیک ویدئوی آن در یوتیوب، رکورد پربازدیدترین ویدئوی تاریخ یوتیوب را به مدت ۳ سال از آن خود کند. پس از موفقیت دو آلبومش، توری جهانی را با نام تور دنیای من آغاز کرد. سپس مستندی سه‌بعدی به نام هرگز نگو هرگز در اوایل سال ۲۰۱۱ اکران شد که حاوی صحنه‌هایی از اجراهای زنده و زندگی شخصی‌اش در هنگام برگزاری تور دنیای من بود و به پرفروش‌ترین فیلم مستند، موزیکال و کنسرتی تاریخ آمریکا تبدیل شد. در اواخر سال ۲۰۱۱ دومین آلبوم استودیویی وی با نام زیر دارواش به بازار آمد که همانند آلبوم اولش، شمارهٔ ۱ جدول بیلبورد ۲۰۰ شد. در همان سال از طرف مجلهٔ تایم به عنوان یکی از ۱۰۰ فرد تأثیرگذار سال و دومین فرد ثروتمند زیر ۳۰ سال معرفی شد. سومین آلبوم استودیویی وی با نام باور نیز در پایان بهار ۲۰۱۲ پخش شد. در همان سال مجلهٔ فوربز اعلام کرد که درآمد بیبر در دو سال گذشته ۱۰۸ میلیون دلار بوده است و تا مه ۲۰۱۲ بیش از ۱۵ میلیون نسخه از آلبوم‌هایش در جهان به فروش رسیده است. همچنین توسط همین مجله در رتبهٔ سوم فهرست صد شخصیت مشهور قدرتمند سال ۲۰۱۲ قرار گرفت.
با وجود آن که بیبر جوان در سال‌های ابتدای فعالیت در عرصه موسیقی، موفقت‌های چشمگیری کسب کرد اما همواره به خاطر رفتارهایش مورد انتقاد گروهی دیگر از افراد قرار گرفته است. او چندین بار به خاطر رانندگی‌های خطرناک، تخریب اموال عمومی و حمله و ضرب و شتم اشخاص مورد پیگرد قرار گرفت و حتی در سال ۲۰۱۴ به خاطر رانندگی در حالت مستی و استفاده از ماری‌جوانا در میامی، آمریکا بازداشت شد و در دادگاه محکوم شد. در سال ۲۰۱۵ طوماری با بیش از ۲۷۰٬۰۰۰ امضا دیجیتالی توسط سامانهٔ «ما مردم»، از کاخ سفید خواست که بیبر را از آمریکا اخراج کنند. هرچند که تعداد امضاها به تعداد مجاز رسیده بود و کاخ سفید باید به آن رسیدگی می‌کرد؛ اما دولت اوباما از رسیدگی به آن اجتناب کرد.
در خلال این سال‌ها صدای بیبر کم‌کم با افزایش سن بالغ‌تر شده و وی از سبک موسیقی تین پاپ فاصله گرفت و بیشتر به سمت سبک رقص الکترونیک گرایش پیدا کرد. چهارمین آلبوم استودیویی وی با نام هدف در نوامبر ۲۰۱۵ منتشر شد. این آلبوم تبدیل به موفق‌ترین آلبوم وی تا آن زمان شد و سه تک‌آهنگ «منظورت چیه؟»، «متأسف» و «خودت را دوست داشته باش»، در بیلبورد هات ۱۰۰ به رتبهٔ یک رسیدند. آلبوم پنجم او تغییرها (۲۰۲۰) در رتبه اول جدول فروش بریتانیا و ایالات متحده قرار گرفت. ششمین آلبوم او، عدالت (۲۰۲۱) با ترانهٔ محبوب «هلوها» پشتیبانی شد. او با این آلبوم رکورد سال ۱۹۶۵ الویس پرسلی برای جوانترین هنرمند تک‌خوان با هشت آلبوم شماره یک در جدول ایالات متحده را شکست.
بیبر با فروش تخمینی ۱۵۰ میلیون نسخه از آثارش، یکی از پرفروش‌ترین موسیقی‌دانان جهان به‌شمار می‌رود. او دارای چهار گواهی الماس از انجمن صنعت ضبط موسیقی ایالات متحده آمریکا است. او افتخارات متعددی از جمله دو جایزه گرمی، دو جایزه بریت، ۲۶ جایزه موسیقی بیلبورد، ۱۸ جایزه موسیقی آمریکا و ۳۳ رکورد جهانی گینس دریافت کرده است. تایم در سال ۲۰۱۱ بیبر را یکی از ۱۰۰ فرد بانفوذ در جهان معرفی کرد. نام بیبر در سال‌های ۲۰۱۱، ۲۰۱۲ و ۲۰۱۳ در میان ده‌تای برتر فهرست فوربز از قدرتمندترین سلبریتی‌ها قرار گرفت.

## آغاز زندگی
جاستین بیبر در ۱ مارس ۱۹۹۴ در لندن، انتاریو، کانادا به دنیا آمد و در شهر استراتفورد، انتاریو بزرگ شد. پدربزرگ پدری‌اش اهل آلمان بود که مدت‌ها قبل به کانادا مهاجرت کرده بود. مادر جاستین، پَتی مالِت، نیز فرانسوی-کانادایی‌تبار است. مادرش وقتی که ۱۸ساله بود جاستین را باردار شد. پدر جاستین، جِرِمی بیبر بود. پدر و مادر جاستین با هم ازدواج نکرده بودند. مادرش او را به‌تنهایی و با درآمد کمی که از کارش به‌دست می‌آورد بزرگ کرد.
هنگامی که جاستین در حال رشد بود، مادرش نحوهٔ نواختن پیانو، درام، گیتار، و ترومپت را به او آموخت. در اوایل سال ۲۰۰۷، زمانی که او ۱۲ساله بود، در مسابقه‌ای محلی که در شهر استراتفورد انتاریو برگزار می‌شد، شرکت کرد و آهنگی از نی-یو به نام "So Sick" را خواند و رتبهٔ دوم را به‌دست آورد. سپس مادرش فیلم‌هایی از این مسابقه را در یوتیوب گذاشت تا دوستان و آشنایان آن را ببینند. پَتی، که متوجه علاقهٔ مردم به فیلم‌های پسرش شد، شروع به گذاشتن فیلم‌های جدیدی از او در یوتیوب کرد. او به این کار ادامه داد تا این‌که بازدید از ویدیوهای پسرش به ۱۰ میلیون رسید.

## پیشه

### ۲۰۰۸: آغاز کار

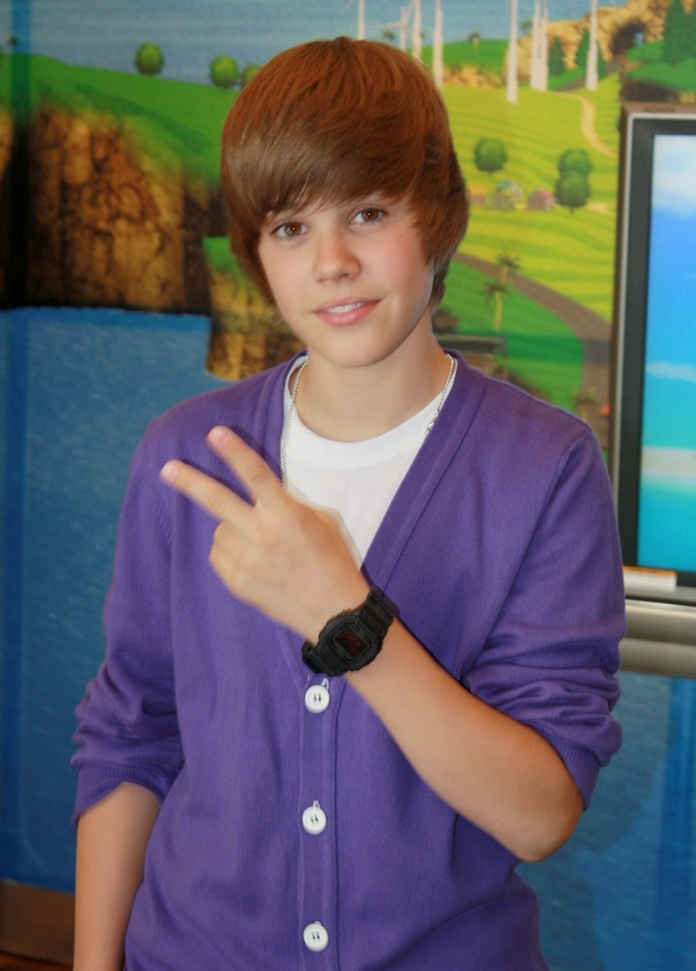
جاستین در نیویورک ۱ سپتامبر ۲۰۰۹

بعد از محبوبیت ویدیوهای بیبر در یوتوب، اسکوتر براون به‌طور تصادفی یکی از ویدیوهای او را مشاهده کرد. براون که تحت تأثیر استعداد بیبر قرار گرفته بود، شروع به تماشای تمام ویدیوهای او در مسابقهٔ مدرسه کرد و در نهایت با پتی تماس گرفت تا پیرامون استعداد فوق العادهٔ پسرش صحبت کند. پتی در ابتدا علاقه‌ای به این که پسرش یک سوپر استار شود نشان نمی‌داد اما بعد از مدتی رضایت داد تا براون، جاستین را برای ضبط چند آهنگ آزمایشی به آتلانتا ببرد. یک هفتهٔ بعد، براون، جاستین را با آشر، خوانندهٔ معروف پاپ و آر اند بی آشنا کرد. به این ترتیب بود که جاستین به گروه موسیقی ریموند و براون (گروه موسیقی آشر ریموند و اسکوتر براون) که به اختصار آربی‌ام‌جی خوانده می‌شد، پیوست. در اکتبر ۲۰۰۸ بیبر قرارداد خود را با کمپانی آیلند رکوردز امضا کرد و اسکوتر براون مدیر برنامه‌های او شد. در همان زمان جاستین به همراه مادرش به آتلانتا نقل مکان کرد.

### ۲۰۰۹: آلبوم دنیای من
در ژوئیه ۲۰۰۹ اولین تک‌آهنگ بیبر با نام «یک بار» در رادیو پخش شد. این تک‌آهنگ در اولین هفتهٔ انتشارش توانست رتبه ۱۲ را در جدول ۱۰۰ اثر برتر کانادا و رتبهٔ ۱۷ را در جدول ۱۰۰ اثر برتر بیلبورد به‌دست‌آورد. اولین اثر بیبر با نام «دنیای من» که آلبومی چندآهنگه (EP) بود، در تاریخ ۱۷ نوامبر ۲۰۰۹ روانه بازار شد. این آلبوم در بیلبورد ۲۰۰ به رتبهٔ ۶ دست یافت و در کمتر از یک سال، ۱ میلیون نسخه فروش داشت.
سه تک‌آهنگ این آلبوم به نام‌های «یک دختر تنها»، «مرا دوست بدار» و «دختر محبوب» در جدول ۱۰۰ آهنگ داغ بیلبورد جز ۴۰ اثر برتر شدند.
در ۲۰ دسامبر ۲۰۰۹ جاستین آهنگ «روزی در کریسمس» را به مناسبت کریسمس برای رئیس‌جمهور آمریکا، باراک اوباما و همسر او، میشل، در کاخ سفید اجرا کرد. («روزی در کریسمس» را استیو واندر در سال ۱۹۶۷ برای کریسمس خواند و مایکل جکسون آن را برای کریسمس ۱۹۷۰ بازخوانی کرد).
او همچنین در پنچاه و دومین مراسم اهدای جوایز گرمی حاضر شد. در همان شب پس از مراسم گرمی جاستین به همراه ۸۴ خوانندهٔ دیگر برای خواندن تک‌آهنگ خیریه «ما دنیاییم ۲۵ برای هائیتی» که به مناسبت ۲۵اُمین سالگرد ترانهٔ «ما دنیاییم» و جمع‌آوری کمک برای زلزله زدگان هائیتی بازخوانی می‌شد به استودیویی رفتند. جاستین در بین آن خوانندگان جوان‌ترین بود.
(«ما دنیاییم» نوشتهٔ مایکل جکسون و لایونل ریچی، برای کمک به قحطی زدگان آفریقا به همراهی ۴۳ تن از ابر خوانندگان آن زمان بعد از مراسم گرمی در سال ۱۹۸۵ ضبط شد).

جاستین بیبر در سال ۲۰۱۰

### ۲۰۱۰: آلبوم دنیای من ۲٫۰
این آلبوم اولین آلبوم استودیویی بیبر است. قبل از دنیای من ۲٫۰، آلبومی چند آهنگه به نام «دنیای من» که تنها ۲۵ دقیقه زمان داشت منتشر شد.
در ۱۹ مارس ۲۰۱۰ اولین آلبوم استودیویی بیبر با نام «دنیای من ۲٫۰» منتشر شد. اولین تک‌آهنگ این آلبوم، ترانهٔ «عزیزم» بود که با هم‌خوانی لوداکریس در ژانویهٔ ۲۰۱۰ منتشر شد و با فروش بیش از ۶ میلیون نسخه تا پایان سال ۲۰۱۰، پرفروش‌ترین و موفق‌ترین ترانهٔ وی تا به امروز است. این ترانه در جداول موسیقی آمریکا به رتبهٔ ۵ رسید و در هفت کشور دیگر در ۱۰ ترانهٔ برتر قرار گرفت و در فرانسه شماره ۱ شد.
سپس او اولین تور رسمی خودش را با نام «تور دنیای من» در ۲۳ ژوئن ۲۰۱۰ (‎۱ مرداد ۱۳۸۹) و از شهر هارتفورد آغاز کرد. در ماه ژوئیه ۲۰۱۰، بیبر، جستجو شده‌ترین فرد مشهور در اینترنت بود. در همان ماه، ویدئوی ترانهٔ «عزیزم»، با بیش از ۲۵۰ میلیون بازدید در سایت یوتوب، به «پربازدیدترین ویدئوی تاریخ تأسیس یوتوب» بدل گشت. هم‌زمان با این اتفاق، این ویدئو به «دوست داشتنی‌ترین ویدئوی یوتوب» تبدیل شد. اما در سال ۲۰۱۲ ویدئوی «گانگام استایل» با بازدید بیش از ۱ میلیارد بار رکورد «عزیزم» را شکست. در سپتامبر ۲۰۱۰ گزارش شد که حساب کاربری بیبر در توییتر، به تنهایی ۳ درصد از ترافیک روزانهٔ این سایت را دارد.
در ژوئیه ۲۰۱۰، او کار ضبط دومین آلبوم استودیویی خود را آغاز کرد.

### ۲۰۱۱: فیلم سه‌بعدی هرگز نگو هرگز و آلبوم زیر دارواش
در فوریه ۲۰۱۱ فیلم سه‌بعدی‌ای به نام (جاستین بیبر: هرگز نگو هرگز) به کارگردانی جون چو، کارگردان فیلم Step Up 3D اکران شد. این فیلم توانست رکورد فیلم این آخرش است مایکل جکسون (۲۰۰۹) را در میزان فروش در کشور آمریکا بشکند و به پرفروش‌ترین فیلم موزیکال، کنسرتی و مستند آمریکا تبدیل شود.
در سال ۲۰۱۱ او از طرف مجله تایمز به عنوان یکی از ۱۰۰ فرد تأثیرگذار سال انتخاب شد. در مه ۲۰۱۱ جاستین بیبر ۶ جایزهٔ بیلبورد را از آن خود کرد. در این مراسم، جاستین بیبر و امینم، هر یک با ۶ جایزه، بیشترین تعداد جایزه را از آن خود کردند.
او در ژوئن ۲۰۱۱، از طرف مجلهٔ فوربس به عنوان دومین فرد ثروتمند مشهور زیر ۳۰ سال در ۱۲ ماه گذشته انتخاب شد.
او در این فهرست جوان‌ترین ستارهٔ موسیقی بود. طبق بررسی‌های این مجله، دستمزد او در ۱۲ ماه گذشته، ۵۳ میلیون دلار بوده است.
بیبر از این زمان به بعد رابطه‌ای عاشقانه‌ای با سلنا گومز برقرار کرد. رابطه‌ای که تا مدت‌ها از طرف هر دو تکذیب می‌شد.
دومین آلبوم استودیویی جاستین با نام (زیر درخت دارواش) در ۱۱ نوامبر ۲۰۱۱ (‎۱۰ آبان ۱۳۹۰) منتشر شد. این آلبوم در هفتهٔ اول انتشارش در رتبهٔ ۱ جدول بیلبورد ۲۰۰ قرار گرفت و باعث شد تا جاستین به جوان‌ترین خوانندهٔ تاریخ تبدیل شود که آلبوم کریسمسش در جدول آمریکا شماره یک می‌شود. رکورد قبلی برای آلبوم کریسمسِ الویس پریسلی بود که در سال ۱۹۵۷ و در ۲۴ سالگی‌اش منتشر شد.
همچنین زیر درخت دارواش سومین آلبوم جاستین است که در جدول بیلبورد ۲۰۰ شماره یک می‌شود. جاستین بیبر با این آلبوم به اولین خواننده‌ای تبدیل شد که قبل از تولد ۱۸ سالگی‌اش، ۳ آلبوم شماره یک در جدول بیلبورد ۲۰۰ دارد. (اولین آلبوم شماره یک او دنیای من ۲٫۰ و دومین آلبوم هرگز نگو هرگز - ریمیکس‌ها بود)

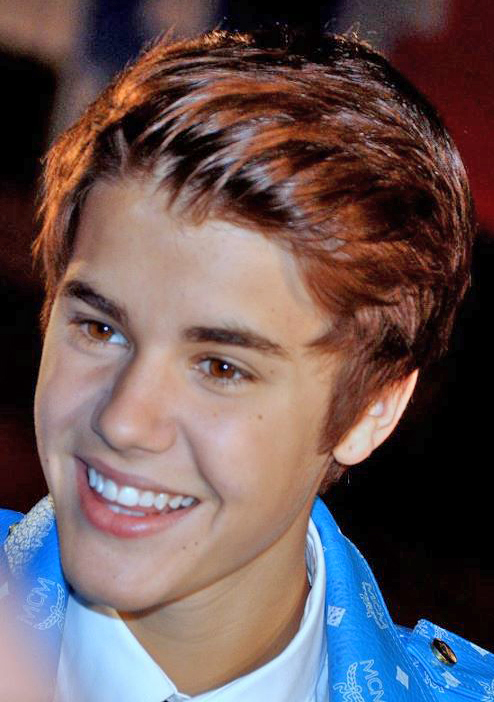
جاستین در کن، فرانسه، ۲۰۱۲

### ۲۰۱۲: آلبوم باور
جاستین در اوایل سال ۲۰۱۲ میلادی و در آستانهٔ ۱۸ سالگیش، در مصاحبه‌ای با مجلهٔ وی، از حرفه و تأثیرش در آینده سخن گفت:

من هرگز نمی‌خواهم چیزی شوم که مردم می‌خواهند. اینکه در پارتی‌های شبانه شرکت کنم و گرفتار الکل شوم. من هرگز نمی‌خواهم طوری رفتار کنم که احترام بچه‌ها و والدین‌شان را از دست بدهم. من می‌خواهم توانایی انجام کاری که مایکل جکسون کرد را داشته باشم. او همواره ترانه‌های پرهیزکارانه و پاک می‌خواند؛ و همیشه بچه‌ها، مادربزرگ‌ها و پدربزرگ‌هایشان او را دوست می‌داشتند. من نمی‌خواهم در مورد رابطه‌های جنسی و مواد مخدر بخوانم و ناسزا بگویم. می‌خواهم در مورد عشق بخوانم و شاید وقتی بزرگ‌تر شدم بیشتر عاشق شوم. اما می‌خواهم مورد احترام همه باشم.

در پایان بهار ۲۰۱۲، چهارمین آلبوم استودیویی بیبر با نام باور منتشر شد. این آلبوم در جدول بیلبورد ۲۰۰ به رتبهٔ یک رسید و تبدیل به چهارمین آلبوم شماره یک بیبر در این جدول شد. تور باور نیز به منظور تبلیغ آلبوم از سپتامبر ۲۰۱۲ شروع شد.
در ماه نوامبر ۲۰۱۲ جاستین در مراسم جایزه موسیقی آمریکا برنده سه جایزه از جمله بهترین هنرمند سال شد. ریانا و کتی پری از جمله نامزدهای این جایزه بودند.
بسیاری از مردم، مخاطبان تو را با مخاطبان مایکل جکسون و بیتلز مقایسه می‌کنند… اینان اسطوره‌های غول آسایی هستند که چهرهٔ موسیقی زمان ما را به کلی دگرگون ساختند، اما هیچ‌یک از آن‌ها با سرعتی که تو طی این مدت کوتاه به شهرت رسیدی، معروف نشدند. تو محصول رسانه‌های جمعی هستی، بنابراین هرگز پیش از این ستاره‌ای مانند تو نبوده است.— اپرا وینفری در مصاحبه با بیبر، 
بیبر در پایان نوامبر مصاحبه‌ای با اپرا وینفری انجام داد. اپرا از این مصاحبه به عنوان بزرگ‌ترین مصاحبه‌اش از زمان مصاحبه با مایکل جکسون در سال ۱۹۹۳ نام برد. اپرا گفت که هرگز ستاره‌ای مانند بیبر بر روی زمین نبوده است، زیرا بیبر طی مدتی کوتاه از طریق توییتر، فیس‌بوک و رسانه‌های جمعی به شهرت بسیار رسید و «محصول رسانه‌های جمعی است». اپرا او را همانند جکسون و بیتلز و الویس پریسلی «پدیدهٔ دوران معاصر» و دارای میلیون‌ها هوادار توصیف کرد.
بیبر در همین ماه مدال «ملکهٔ الیزابت دوم» را که به مناسب شصتمین سالگرد سلطنت ملکهٔ انگلستان ساخته شده بود از استیفن هارپر نخست‌وزیر کانادا دریافت کرد.
وبگاه توییتر در پایان سال ۲۰۱۲ اعلام کرد که توییت بیبر در گرامی‌داشت مرگ الینا روث، کودک شش ساله‌ای که مبتلا به سرطان مغز بود بیشترین تعداد باز توییت را پس از توییت باراک اوباما پس از پیروزی در انتخابات داشته است.
در ۷ مه ۲۰۱۳ دیوین کاپلند از جاستین و آشر به خاطر کپی‌برداری غیرقانونی در ترانهٔ «کسی برای دوست داشتن» شکایت کرد.

### ۲۰۱۵ تا ۲۰۱۶: آلبوم هدف و تور جهانی
در ۲۸ اوت ۲۰۱۵ بیبر تک‌آهنگ «منظورت چیه؟» به سبک‌های تین پاپ، موسیقی رقص الکترونیک و آراندبی را منتشر کرد؛ اولین تک‌آهنگ از چهارمین آلبوم استودیویی بیبر به نام هدف که در ۱۳ نوامبر ۲۰۱۵ (۲۲ آبان ۱۳۹۴) منتشر شد. تک‌آهنگ «منظورت چیه؟» توانست به اولین آهنگ بیبر تبدیل شود که در فهرست ۱۰۰ آهنگ داغ بیلبورد به رتبهٔ یک برسد. به همین دلیل وی توانست رکورد جوان‌ترین هنرمند مرد که توانسته در بیلبود رتبهٔ اول را به‌دست بیاورد را در رکوردهای جهانی گینس به دست بیاورد.
در ۲۲ اکتبر نیز دومین تک‌آهنگ به نام «متأسف» منتشر شد و در ۱۱ ژانویه ۲۰۱۶ توانست پس از ۸ هفته حضور در جایگاه دوم پس از ترانهٔ «سلام» از ادل در ۱۰۰ آهنگ داغ بیلبورد رتبهٔ یک جدول را به دست آورد. این آهنگ دومین آهنگ از بیبر بود که به رتبهٔ یک این جدول دست یافت.
سومین تک‌آهنگ از هدف، خودت را دوست داشته باش نیز رتبهٔ یک را در ایالات متحده به دست آورد و بیبر به اولین هنرمند مرد تقریباً یک دهه تبدیل شد که سه آهنگ رتبهٔ یک از یک آلبوم داشت از آخرین‌باری که جاستین تیمبرلیک با آلبوم خودش سکس آینده/صداهای عشق در سال‌های ۲۰۰۶/۲۰۰۷ به دست آورده بود.

### ۲۰۱۶ تا ۲۰۱۹: تور جهانی هدف و همکاری‌های مشترک با هنرمندان دیگر
تور جهانی هدف در مارس ۲۰۱۶ شروع شد و در ژوئیه ۲۰۱۷ در حالی که هنوز ۱۴ کنسرت باقی مانده بود لغو شد. بیبر دلیل آن را «شرایط پیش‌بینی نشده» و همچنین «استراحت» ذکر کرد. بیبر در تور جهانی هدف، تعداد ۱۴۱ کنسرت در کشورهای مختلف اجرا کرد و توانست با فروش بیش از ۲٬۸۰۰٬۰۰۰ بلیت و کسب درآمدی بالغ‌بر ۲۵۷ میلیون دلار، این تور را به پرفروش‌ترین تورهای کنسرتی جهان در سال‌های ۲۰۱۶ و ۲۰۱۷ تبدیل کند.
از نوامبر ۲۰۱۵ که چهارمین آلبوم استودیویی بیبر به نام هدف منتشر شد، تا سال ۲۰۲۰ به مدت پنج سال هیچ آلبوم و تک‌آهنگی انفرادی‌ای از بیبر منتشر نشد. اما در عوض با شماری از خوانندگان به انتشار تک‌آهنگ‌های مشترک پرداخت. تک‌آهنگ‌هایی از قبیل «دسپاسیتو»، که به یک موفقیت جهانی بی‌سابقه رسید و حتی موزیک ویدئوی آن در یوتیوب هم‌اکنون پربیننده‌ترین ویدیو می‌باشد.
تک‌آهنگ «I'm the One» به همراهی لیل وین و دی‌جی خالد که به رتبه یک جدول بیلبورد دست یافت و تک‌آهنگ «2U» با همراهی دیوید گتا از جمله آثار موفقی بود که به صورت مشترک منتشر شد.

### ۲۰۲۰: آلبوم تغییرها
در ۲۵ مارس ۲۰۱۹، بیبر در اکانت اینستاگرام خودش عنوان کرد که می‌خواهد برای مدتی از کار کنار بکشد تا بتواند به گفته خودش، «مشکلات عمیق‌اش» را حل کند. هر چند که مدتی بعد اعلام کرد که پنجمین آلبوم استودیویی‌اش به نام تغییرها به‌زودی منتشر می‌شود. در می ۲۰۱۹، بیبر و اد شیرن تک‌آهنگ «من اهمیت نمیدم» را به صورت مشترک منتشر کردند.
در ۳ ژانویه ۲۰۲۰ اولین تک‌آهنگ از آلبوم تغییرها به نام «یامی» منتشر شد و توانست به رتبهٔ دوم ۱۰۰ آهنگ برتر بیلبورد برسد. خود آلبوم نیز در ۱۴ فوریه ۲۰۲۰، روز ولنتاین، منتشر شد و توانست در همان هفتهٔ اول انتشار به رتبه اول بیلبورد ۲۰۰ برسد. این هفتمین آلبوم بیبر بود که به رتبه اول جدول بیلبورد ۲۰۰ می‌رسید. با این حساب، بیبر با داشتن هفت آلبوم شماره یک، رکورد بیشترین تعداد آلبوم شماره یک در جدول بیلبورد را با گذشتن از الویس پریسلی شکست.

### ۲۰۲۱ تا کنون: آلبوم‌های عدالت و آزادی
در مارس ۲۰۲۱ ششمین آلبوم استودیویی او به نام عدالت منتشر شد، این آلبوم توانست در هفته اول انتشار رتبه نخست بیلبورد ۲۰۰ را از آن خود کند. همچنین آهنگ «هلوها» از این آلبوم به رتبه نخست بیلبورد ۱۰۰ دست یافت، این هفتمین موفقیت بیبر در تصاحب رتبه اول جدول بیلبورد ۱۰۰ محسوب می‌شود، همچنین او جوانترین هنرمندیست که تاکنون ۲۳ آهنگ در بین ۱۰ آهنگ نخست این جدول داشته است.
تنها پس از گذشت دو هفته از انتشار عدالت، آلبوم چند آهنگه «آزادی» در روز عید پاک منتشر شد.
در ۹ ژوئیه ۲۰۲۱، بیبر با د کید لروی در آهنگ «بمان» همکاری کرد. این آهنگ اولین بار در رتبه سوم بیلبورد هات ۱۰۰ قرار گرفت؛ سپس در چهارمین هفته خود در جدول به رتبه یک رسید و به هشتمین تک آهنگ شماره یک او در ایالات متحده تبدیل شد.

## زندگی شخصی
بیبر در ایالات متحده ساکن است، و گزارش شده است که وی براساس «توانایی و موفقیت فوق‌العاده ای» در زمینه یک ویزای O-1 برای وضعیت اقامت موقت دارد. بیبر اعلام کرده است که او علاقه‌مند به دریافت شهروندی ایالات متحده نیست. او از کانادا به عنوان «بهترین کشور در جهان» با اشاره به سیستم بهداشتی تحت تأمین دولتش به عنوان یک مثال، ستایش کرده است. در سپتامبر ۲۰۱۸ TMZ گزارش داد که بیبر فرایند تبدیل شدن به یک شهروند آمریکایی را پس از ازدواج با هیلی بالدوین آغاز کرده است.

### روابط
در دسامبر ۲۰۱۰، بیبر با سلنا گومز وارد رابطه شد. پس از جدا شدن در ماه نوامبر ۲۰۱۲، چند هفته بعد، دوباره در ژانویه ۲۰۱۳، آشتی کردند. آنها بعداً چند ماه در ۲۰۱۳، ۲۰۱۴، و ۲۰۱۵ دوباره آشتی کردند. در اواخر سال ۲۰۱۷، گزارش شد که آنها دوباره با هم هستند. با این حال، آنها در مارس ۲۰۱۸ دوباره از هم جدا شدند.
بیبر در ۷ ژوئیه ۲۰۱۸ با هیلی بالدوین نامزد کرد. آنها به‌طور خلاصه از دسامبر ۲۰۱۵ تا ژانویه ۲۰۱۶ قبل از جدا شدن با یکدیگر قرار می‌گذاشتند، و سپس در ماه مه ۲۰۱۸ با یکدیگر آشتی کردند. گزارش شده که بیبر و بالدوین مجوز ازدواج را در سپتامبر ۲۰۱۸ دریافت کردند، که در آن زمان یک مراسم ازدواج مدنی با یک مراسم مذهبی به زودی برگزار می‌شود. در ۱۴ سپتامبر، بالدوین در توییتر اعلام کرد که او و بیبر هنوز ازدواج نکرده‌اند، اما پس از آن این توییت را حذف کرد. در ۲۳ نوامبر سال ۲۰۱۸، بیبر اعلام کرد که با بالدوین ازدواج کرده است. فرزند آن‌ها در اوت ۲۰۲۴ به دنیا آمد.

## تأثیر اینترنت در موفقیت بیبر
روزنامهٔ آبزرور که در انگلستان منتشر می‌شود، در گزارشی اعلام کرده که تأثیرات بیبر در بین جوامع مجازی، بیشتر از افرادی چون باراک اوباما و دالایی لاما است. مطابق گفتهٔ جن هافمن از روزنامهٔ نیویورک تایمز، «یکی از تأثیرات بیبر در جوامع مجازی، حساب کاربری او در سایت یوتوب است. قبل از این که بیبر اولین اثر خود را (دنیای من) منتشر کند، حساب یوتوب او تا اواسط ماه نوامبر ۲۰۰۹، میلیون‌ها بازدید داشته است». بیبر این موفقیت را مدیون اسکوتر براون بود. اولین کاری که براون کرد، بارگذاری ویدئوهای خانگی بیشتر از بیبر در یوتوب بود تا رتبهٔ جاستین در یوتوب بالاتر برود.
من گفتم: جاستین. طوری بخون که انگار کسی در اتاق نیست. ما با دوربین‌های گرون قیمت فیلم نمی‌گیریم. ما این کار رو به بچه‌ها می‌سپاریم. بزار اونا این کارو انجام بدن.
بیبر همچنان به بارگذاری ویدئوهای جدید در همان حساب کاربری ادامه داد و یک حساب کاربری در سایت توییتر نیز راه‌اندازی کرد و به‌طور مرتب با طرفدارانش ارتباط برقرار کرد. این حساب بیبر در توییتر، تا نوامبر ۲۰۱۰، ۶ میلیون دنبال‌کننده را جذب خود کرد. هم‌اکنون به‌طور متوسط روزانه ۲۴٬۰۰۰ دنبال‌کننده به این حساب اضافه می‌شود. این دو حساب کاربری نقش اصلی را در شناساندن بیبر و همچنین فروش ترانه‌هایش داشته است به‌طوری‌که موزیک ویدئوی ترانهٔ «یک بار» پس از بار شدن در یوتوب به سرعت، به فروش رفت.

## انتقادات و جنجال‌ها
بیبر در اغلب مواقع، به خاطر جوان‌تر نمایاندن چهره و صدای خود نسبت به سنش و همچنین موسیقی تین-پاپش و ظاهر و توجه مداوم رسانه‌ها، مورد انتقاد قرار می‌گیرد. نیک کالینز از روزنامهٔ دیلی تلگراف بر این باور است که: «شخصیت و طرز برخورد بیبر، به ویژه، نوع واکنشش در برابر منتقدان اینترنتی‌ای که دربارهٔ ظاهر نوجوانان گونه‌اش، آهنگ‌های تین-پاپش، وجه‌اش به عنوان بتی که دختران نوجوان عاشقش هستند و شیوهٔ رفتار و سخن گفتنش، او را نقد و نکوهش می‌کنند، تند و هجومی به نظر می‌رسد؛ که این رفتار از نظر مخالفان و منتقدان بیبر بیشتر مناسب رپرهاست تا شخصی مانند او که از طبقهٔ متوسط برخاسته است».
همچنین او به‌طور مکرر هدف وبلاگ‌ها، هکرها و به خصوص گروه‌های ناشناس سایت ۴چن، کاربران یوتوب و گروه‌های کاربری در فیس بوک قرار گرفته است. از موفق‌ترین کارهای این گروه‌ها، تبدیل کردن واژهٔ «جاستین بیبر سیفیلیس» به یکی از جستجو شده‌ترین واژه‌های گوگل در سال ۲۰۱۰، هک کردن ویدئوهای بیبر در یوتوب به‌طوری‌که کاربران در هنگام بازدید از آن‌ها به سایت‌های دیگر راهنمایی می‌شدند یا با پیامی مبنی بر اینکه: «جاستین بیبر در تصادف رانندگی جان خود را از دست داد» مواجه می‌شدند، تغییر عکس او در سایت به یک عکس پورنوگرافی و همچنین پخش کردن شایعات و جک‌های مختلف از قبیل: بیبر مرده است، به مکتبی گراییده است و حتی اینکه مادرش، پتی مالته، در ازای ۵۰٬۰۰۰ دلار قرار است عکسی بدون لباس را از خود بر روی جلد مجلهٔ پلی بوی چاپ کند. تمام این ماجراها باعث شد تا شرکت‌های اینترنتی، سیستم‌های امنیتی خود را برای جلوگیری از نفوذ هکرها تقویت کنند؛ بیبر هم در توییتر خود نوشت که هنوز زنده است و آن شایعه دربارهٔ مادرش دروغ بوده و باعث «از کوره در رفتنش شده است».
از جالب توجه‌ترین اتفاقات، کمپینگی بود که قرار بود جاستین بیبر را تحت عنوان تور جدیدش به کره شمالی ببرد. این کمپینگ در پی رای دادن کاربران سایت‌های ۴چن، دیگ و ردیت در سایت رسمی تور بیبر به راه افتاد. اما این کار غیرممکن بود، زیرا دولت کرهٔ شمالی به بیبر برای وارد شدن به این کشور اجازه نمی‌داد. گروه موسیقی یونیورسال هم هرگونه دخالت در این رای‌گیری را رد کرد و در مصاحبه با بی‌بی‌سی، این اتفاق را «فریب اینترنتی» خواند.

### دستگیری در فلوریدا

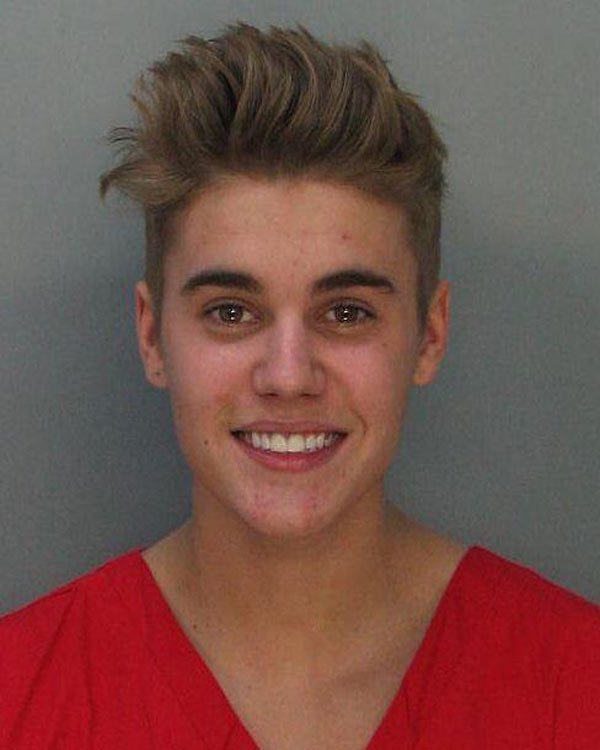
عکس بازداشتی جاستین بیبر در سال ۲۰۱۴

جاستین بیبر در ۲۳ ژانویه ۲۰۱۴ در فلوریدا به جرم رانندگی درحالی‌که تحت تأثیر الکل، ماری‌جوانا و دارو بوده است و همچنین کورس گذاشتن با اتومبیل دستگیر شد. همچنین مشخص شد زمان اعتبار گواهینامه رانندگی وی نیز تمام شده بوده است. وی تا اعلام رای دادگاه با وثیقه ۲۵۰۰ دلاری آزاد شد.
همچنین جاستین در آمریکا به خاطر خشونت و پرخاشگری مجبور به گذراندن دوره ۱۲ ساعته مدیریت خشم شد.
جاستین در تاریخ ۹ ژوئیهٔ ۲۰۱۴ چندین بار به خانه همسایه خود تخم مرغ پرتاب کرد؛ که همچنان حکم دادگاه توسط هیچ سایت معتبری اعلام نشده است.

## اعتقادات و گرایش‌های مذهبی

### مذهب
جاستین بیبر یک مسیحی است
من یک فرد مذهبی نیستم. من یک روحانی‌ام … من باور دارم که یک قدرت بالاتر از هدایت در زندگی همه وجود دارد! من برای تأیید کردن دعاهایم به کلیسا نمی‌رم و به جای این کار تمرکز بر دعا کردن به صورت خصوصی با خدا می‌کنم … ما آدم‌های مذهبی زیادی داریم. من سعی ندارم به اون‌ها توهین کنم ولی فکر کنم اون‌ها گم شدند و فقط به کلیسا میرن … ولی برای من اینطور نیست. من به کلیسا نمیرم ولی به جاش تمرکز بر دعا کردن می‌کنم. مردم می‌تونن بگن که «اگر تو به کلیسا نمی‌ری پس مسیحی نیستی!» اما هستم. من با او حرف می‌زنم.

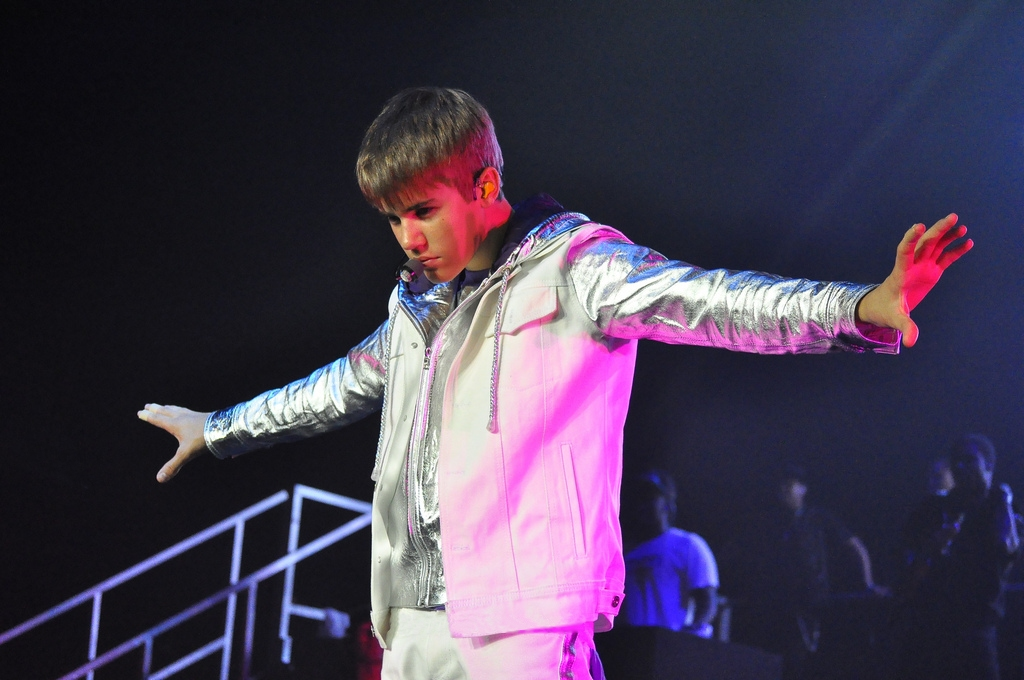
جاستین بیبر در «تور دنیای من». ۲۳ آوریل ۲۰۱۱، اندونزی

قابل ذکر است که جاستین در اواخر سال ۲۰۱۱ میلادی عکس مسیح را بر روی پای چپش خالکوبی کرد.
در سال ۲۰۲۱ او در پاسخ به شایعاتی مبنی بر علاقه‌اش به کاهن شدن می‌گوید علاقه ای به کاهن شدن ندارد و معتقد است برای ارتباط با خدا نیازی به کلیسا نیست چرا که خدا همه جا هست.
اسکوتر براون، مدیر برنامه جاستین بیبر و کسی که اولین بار استعداد وی را در اینترنت کشف و او را به دنیای حرفه‌ای موسیقی وارد کرد در مصاحبه با روزنامهٔ هاآرتص، نخستین بار پرده از گرایش‌های یهودی جاستین برداشت. همچنین اسکوتر براون در فیلم مستند «جاستین بیبر: هرگز نگو هرگز» بیان کرد که جاستین قبل از شروع همه کنسرت‌هایش ابتدا دعای «شیما» (نیایش یهودیان) را با گروه موسیقی‌اش زمزمه می‌کند و پس از آن دعای مسیحیان را می‌خواند، اسکوتر براون در بخش دیگری از این فیلم می‌گوید: «کودکانی وجود دارند که قربانی یهودی‌ستیزی هستند، آن‌ها با دیدن این فیلم با کسی که هم فرهنگ خودشان است آشنا می‌شوند و من هم به همین دلیل احساس خیلی خوبی دارم».
شایعهٔ پیوند جاستین بیبر با یهودیت پس از سفر او به اسرائیل در ماه آوریل ۲۰۱۱ و در ادامهٔ «تور دنیای من» پررنگ‌تر شد. در این سفر برنامه‌ریزی شده بود که ملاقاتی بین جاستین و بنیامین نتانیاهو، نخست‌وزیر اسرائیل صورت بگیرد اما بعداً این دیدار بدون هیچ‌گونه توضیحی لغو شد.
خود جاستین بیبر سفر به اسرائیل را صرفاً جهت اجرای کنسرت ذکر کرده و هرگونه ارتباط این سفر با سیاست را رد نموده است.
این در حالیست که قرار بود بیبر با کودکان اسرائیلی آسیب دیده از حملات موشکی حماس دیدار کند ولی به جای آن ۷۰۰ بلیت رایگان به کودکان اسرائیلی مرز اسرائیل با غزه جهت شرکت در کنسرتش در تل آویو بخشید.
شایعات مبنی بر یهودی بودن بیبر پس از شرکت او در مراسم عروسی دان کیتر (گیتاریست یهودی گروهش) در تورنتو بالا گرفت.
در آن مراسم بیبر با کلاه کیپا (کلاه سنتی یهودیان) شرکت کرده بود تا به ریشه‌های یهودی گروهش احترام بگذارد.
همچنین جاستین و پدرش هنگام حضور در اسرائیل بر بدن خود خالکوبی‌ای (تاتو) حک کردند. در این تاتو کلمه «یشوا» (عیسی) به حروف عبری نوشته شده است.

### اعتقادات

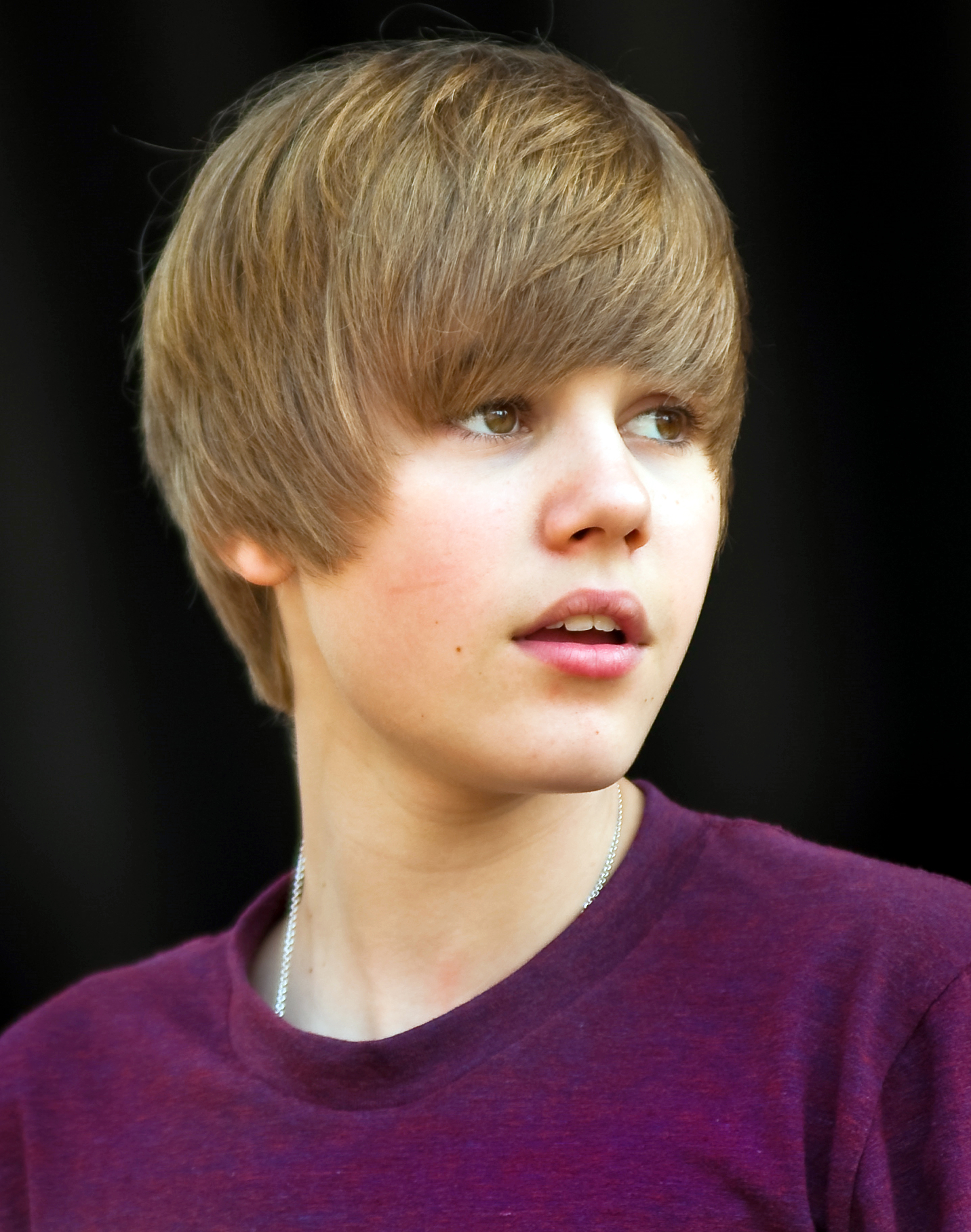
جاستین بیبر در بهار سال ۲۰۱۰

جاستین بیبر در مستندی که بعد از یک دوره افسردگی و اعتیاد و درجریان درمان بیماری لایم از او تهیه شد می‌گوید: «به خودم می‌گفتم این درد (شهرت دردسرساز، اعتیاد و بیماری) هیچ‌وقت از بین نمی‌ره اما حالا در رابطه‌ام با خدا امید دارم. من نگرانی هامو به عهده خدا می‌ذارم و برای آیندم بهش اعتماد دارم.»
در برخی از مصاحبه‌ها، بیبر دربارهٔ همجنس‌گرایی صحبت کرد؛ او توضیح می‌دهد: «هر کسی اختیار اعمال خودش را دارد. این کار روی برخورد من با آن شخص تأثیر نمی‌گذارد و همچنین نباید روی رفتار هیچ‌کس دیگری تأثیر داشته باشد». اما رولینگ استون اظهار می‌کند که: «مشخص نیست که آیا جاستین بیبر، همجنس‌گرایی را به عنوان یک سبک زندگی، قبول دارد یا خیر».
او همچنین یکی از اعضای «پروژهٔ بهتر می‌شود» که پروژه‌ای دربارهٔ حمایت از حقوق همجنسگرایان است، می‌باشد.
وقتی در مصاحبه‌ای از بیبر دربارهٔ استفاده از صحنه‌های سکسی و جنسی در موزیک ویدئوها سؤال شد؛ او از این که این کار را در هنر موسیقی انجام می‌دهند ابراز ناراحتی کرد و گفت: «می‌خواهم خط مایکل جکسون را دنبال نمایم». او اضافه کرد که: «تا همیشه فقط یک مایکل جکسون خواهد بود. او همه چیز را درست انجام می‌داد. ترانه‌هایش احمقانه یا خارج از خطوط وی نبودند. هر فردی دوست دارد که شانس این را داشته باشد که به جایگاهی همچون وی دست یابد، یعنی در آن سطح و منزلت. من هم همین‌طور. نمی‌خواهم خیلی زود بزرگ شوم. بسیاری از مردم که این را می‌خواهند، در اشتباه هستند». بیبر یکی از هوادارن و تأثیر پذیرفتگان از مایکل جکسون است. او بارها در مصاحبه‌هایش از وی سخن گفته است. او در ۳۸امین مراسم اهدای جوایز موسیقی آمریکا در سال ۲۰۱۰، پس از دریافت جایزه‌اش گفت: «می‌خواهم از مایکل جکسون قدردانی کنم. بدون مایکل جکسون هیچ‌یک از ما اینجا نبودیم». بیبر همچنین از هواداران خوانندگان سیاهپوست، همانند: بویز تو من و توپاک شکور است. او می‌گوید: «موسیقی، موسیقی است. من کاملاً از مایکل جکسون و بویز تو من و دیگر هنرمندان سیاه‌پوست تأثیر گرفته‌ام. این‌ها کسانی هستند که من دوستشان دارم و برام فرقی نمی‌کند که آن‌ها چه رنگی هستند. مایکل [جکسون] قادر بود که تمام بینندگان را از کوچک‌ترین تا بزرگ‌ترینشان را تحت تأثیر قرار دهد. او هیچ وقت خودش را محدود نمی‌کرد. او خیلی بزرگ بود. همه دوستش داشتند و او هدف من است. می‌خواهم همانند او مردم را شاد کنم، الهام‌گرشان باشم و همه را تحت تأثیر خود قرار بدم». این تأثیر بیبر از جکسون، در آثار و رفتار او بسیار مشهود است به‌طوری‌که تلویزیون ای‌بی‌سی، بیبر را «مایکل جکسون فردا» نامیده است. در اکثر آثار بیبر همانند ترانه‌ها و موزیک ویدئوها، نشانه‌هایی از جکسون است؛ همانند ترانه‌های «دعا»، «بزرگتر» و «اولین رقص» و در موزیک ویدئوی ترانهٔ «عزیزم» و همچنین حرکات رقصش و نوع اجرای کنسرت‌هایش و رفتار و پوشش لباس‌هایش.
او هوادار سیاست‌های باراک اوباما است اما می‌گوید که علاقه‌ای به این که ساکن آمریکا و یک شهروند آمریکایی باشد ندارد. او زادگاهش، کانادا را این‌گونه توصیف می‌کند: «بهترین کشور دنیا» و برای این جمله، میزان بالای سلامتی و امنیت در کشورش را به عنوان دلیل مثال زد.
بیبر همزمان با اعتراضات مردم ایران نسبت به مرگ مهسا امینی در مهرماه ۱۴۰۱، برای ابراز همدردی با مردم ایران تصویر او را در صفحه اینستاگرامش به اشتراک گذاشت.

## آثارشناسی
آلبوم‌های استودیویی
- دنیای من ۲٫۰ (۲۰۱۰)
- زیر دارواش (۲۰۱۱)
- باور (۲۰۱۲)
- هدف (۲۰۱۵)
- تغییرها (۲۰۲۰)
- عدالت (۲۰۲۱)
- سْوَگ (۲۰۲۵)

## تورها
- تور دنیای من (۲۰۱۰–۲۰۱۱)
- تور باور (۲۰۱۲–۲۰۱۳)
- تور جهانی هدف (۲۰۱۶–۲۰۱۷)
- تور جهانی عدالت (۲۰۲۲)

## واژه‌نامه
1. ↑  Pattie Mallette
2. ↑  Jeremy Bieber
3. ↑  Someday At Christmas